# Scooby Doo!: Ahoj piraci!
Scooby Doo!: Ahoj piraci! (ang. Scooby-Doo: Pirates Ahoy!) – pełnometrażowy film animowany z serii Scooby Doo, miał swoją premierę 19 września 2006 roku. Film został stworzony przez Warner Bros Animation i wytwórnię Hanna-Barbera Productions.
Polska premiera filmu w Cartoon Network odbyła się 27 grudnia 2009 roku o godz. 09:05 w ramach Świątecznego Kina Cartoon Network.

## Fabuła
Drużyna musi się zmierzyć z piratami, którzy porwali rodziców Freda.

## Obsada
- Casey Kasem – Kudłaty Rogers
- Frank Welker –
  - Fred Jones,
  - Scooby Doo
- Mindy Cohn – Velma Dinkley
- Grey DeLisle – Daphne Blake
- Ron Perlman –
  - Kapitan Skunkbeard,
  - Biff Wellington
- Freddy Rodríguez – Rupert Garcia
- Tim Conway – Skip Jones
- Edie McClurg –
  - Peggy Jones,
  - Sea Salt Sally
- Kathy Najimy – Sunny St. Cloud
- Arsenio Hall – kapitan Crothers
- Dan Castellaneta –
  - Mr. Mysterio,
  - Woodenleg Wally